# Eric Bols
Eric Louis Bols, britanski general, * 1904, † 1985.